# Hauterive (Fryburg)
Hauterive (hist. Altenryf) – szwajcarska gmina (fr. commune; niem. Gemeinde) w kantonie Fryburg, w okręgu Sarine. Powstała 1 stycznia 2001 z połączenia gmin Ecuvillens i Posieux.

## Położenie
Leży w widłach rzek Sarine i jej lewobrzeżnego dopływu Glâne, sięgając na południu po niewielki kompleks leśny, zwany Bois à ĽAbbé (fr. Las Opata).

## Demografia
W Hauterive mieszka 2668 osób. W 2020 roku 15,3% populacji gminy stanowiły osoby urodzone poza Szwajcarią.

## Transport
Przez teren gminy przebiegają autostrada A12 oraz droga główna nr 12. 
Znajduje się tutaj również lotnisko Ecuvillens.